# 光果柯
光果柯（学名：Lithocarpus nitidinux）为壳斗科柯属的植物，为中国的特有植物。分布于中国大陆的贵州、云南等地，生长于海拔1,100米的地区，多生长在石灰岩山地或疏林中，目前尚未由人工引种栽培。

## 异名
- Pasania nitidinus Hu